# Chopda
Chopda è una città dell'India di 60.865 abitanti, situata nel distretto di Jalgaon, nello stato federato del Maharashtra. In base al numero di abitanti la città rientra nella classe II (da 50.000 a 99.999 persone).

## Geografia fisica
La città è situata a 21° 15' 0 N e 75° 17' 60 E e ha un'altitudine di 189 m s.l.m..

## Società

### Evoluzione demografica
Al censimento del 2001 la popolazione di Chopda assommava a 60.865 persone, delle quali 31.611 maschi e 29.254 femmine. I bambini di età inferiore o uguale ai sei anni assommavano a 8.143, dei quali 4.300 maschi e 3.843 femmine. Infine, coloro che erano in grado di saper almeno leggere e scrivere erano 40.574, dei quali 23.389 maschi e 17.185 femmine.